# Rugby Europe Championship 2018
Rugby Europe Championship – pierwszy poziom rozgrywek w ramach drugiej edycji Rugby Europe International Championships (wcześniej pod nazwą Puchar Narodów Europy). Do rywalizacji na tym szczeblu przystąpiło tych samych sześć zespołów co rok wcześniej, jako że w barażu z Portugalią miejsce w wyższej dywizji utrzymała Belgia. 
W zawodach, po roku przerwy zwyciężyła reprezentacja Gruzji, która wygrała wszystkie swoje spotkania, tylko w jednym nie zdobywając ofensywnego punktu bonusowego. Ostatnie miejsce zajęła Rumunia, która mimo trzech zwycięstw zakończyła rozgrywki z ujemnymi punktami na koncie (wskutek decyzji o odjęciu punktów za udział w rozgrywkach nieuprawnionego zawodnika).
Rozgrywki (wraz z edycją 2017) stanowiły także jeden z etapów kwalifikacji do finałów Pucharu Świata w Rugby 2019. Przewidziano, że po zakończeniu zawodów rozpisana zostanie zbiorcza tabela dla sezonów 2017 i 2018 utworzona na podstawie meczów pomiędzy pięcioma niezakwalifikowanymi wcześniej drużynami (to jest bez udziału Gruzji). Zespół z pierwszego miejsca uzyskiwał bezpośredni awans jako drużyna „Europa 1”, zaś ten z drugiego trafiał do barażu międzykontynentalnego. 
Walka o najwyższe lokaty trwała do ostatniej kolejki zmagań. Miejsce premiowane bezpośrednim awansem zajęła początkowo reprezentacja Rumunii, zaś miejsce zapewniające awans do barażu Hiszpania, która w ostatnim meczu niespodziewanie uległa Belgii, czym zaprzepaściła szansę na bezpośredni awans. Arbitrem kluczowego z punktu widzenia Hiszpanów pojedynku był Rumun Vlad Iordăchescu. Jego decyzje w trakcie meczu wzbudziły liczne kontrowersje – Hiszpanie aż 18-krotnie karani byli rzutami karnymi, spośród których sześć Belgowie zamienili na punkty (wszystkie punkty dla Belgii zdobyto w ten sposób). Po meczu swoje oświadczenia opublikowały zarówno federacja hiszpańska (wskazywano na wcześniejsze propozycje zmiany obsady sędziowskiej podjęte po zwycięstwie Hiszpanii nad Rumunią), jak i Rugby Europe (argumentowano, że wybór sędziów dokonany został kilka tygodni wcześniej przez niezależny panel).
W wyniku tych wydarzeń Rugby Europe postanowiło nałożyć kary dyskwalifikacji na okres od 14 do 43 tygodni pięciu reprezentantów Hiszpanii za agresywne zachowanie wobec rumuńskiego sędziego po ukończeniu meczu między Hiszpanią a Belgią. Z kolei World Rugby rozpatrzyło sprawę bezstronności sędziego i uznało, że nie ma podstaw do powtórzenia budzącego wątpliwości spotkania. Jednak z uwagi na udział w rozgrywkach w drużynach Rumunii, Hiszpanii i Belgii zawodników, którzy nie byli uprawnieni do gry, ukarało te reprezentacje odjęciem po pięć punktów za każdy mecz, w którym uczestniczyli nieuprawnieni zawodnicy oraz karami finansowymi. Dzięki temu bezpośredni awans do Pucharu Świata uzyskała reprezentacja Rosji, a do barażu awansowała pierwotnie ostatnia w rozgrywkach reprezentacja Niemiec.

## Tabela
Tabela końcowa (po weryfikacji wyników na skutek decyzji World Rugby):
|   | Drużyna   | Mecze | Wygrane | Remisy | Przegrane | Bilans punktów | Różnica | Punkty dodatkowe | Punkty odjęte | Punkty |
| - | --------- | ----- | ------- | ------ | --------- | -------------- | ------- | ---------------- | ------------- | ------ |
| 1 | Gruzja    | 5     | 5       | 0      | 0         | 188:24         | +153    | 4                | —             | 24     |
| 2 | Rosja     | 5     | 2       | 0      | 3         | 142:84         | +58     | 3                | —             | 11     |
| 3 | Niemcy    | 5     | 0       | 0      | 5         | 34:359         | −325    | 0                | —             | 0      |
| 4 | Belgia    | 5     | 2       | 0      | 3         | 106:182        | −76     | 1                | −10           | −1     |
| 5 | Hiszpania | 5     | 3       | 0      | 2         | 146:74         | +72     | 1                | −20           | −7     |
| 6 | Rumunia   | 5     | 3       | 0      | 2         | 198:80         | +118    | 2                | −25           | −11    |

## Spotkania
| 10 lutego 201814:00 GET (UTC+4) | Gruzja | 47:0(28:0) | Belgia | AIA Arena Kutaisi Widzów: 4900 Sędzia: Marius Mitrea |
| 10 lutego 201814:00 GET (UTC+4) | Ciklauri 17 (P 6pd), Czilaczawa 5 (P), Mamukaszwili 5 (P), Pruidze 5 (P), Sitczinawa 5 (P), Todua 5 (P), Żwania 5 (P) | 47:0(28:0) |        | AIA Arena Kutaisi Widzów: 4900 Sędzia: Marius Mitrea |
| 10 lutego 201814:00 GET (UTC+4) | Mamukaszwili | 47:0(28:0) |        | AIA Arena Kutaisi Widzów: 4900 Sędzia: Marius Mitrea |

| 10 lutego 201816:00 EET (UTC+2) | Rumunia | 85:6(31:6) | Niemcy        | Cluj Arena, Kluż-Napoka Widzów: 1500 Sędzia: Maxime Burlet |
| 10 lutego 201816:00 EET (UTC+2) | Vlaicu 16 (8pd), Fakaʻosilea 10 (2P), Tangimana 10 (2P), Kinikinilau 10 (2P), Macovei 10 (2P), Burcea 5 (P), Coste 5 (P), Dumitru 5 (P), Lazăr 5 (P), Shennan 5 (P), Calafeteanu 4 (2pd) | 85:6(31:6) | Menzel 6 (2K) | Cluj Arena, Kluż-Napoka Widzów: 1500 Sędzia: Maxime Burlet |

| 10 lutego 201815:00 MSK (UTC+3) | Rosja                                  | 13:20(10:15) | Hiszpania                                         | Stadion Kubań, Krasnodar Widzów: 11 500 Sędzia: Frank Murphy |
| 10 lutego 201815:00 MSK (UTC+3) | Kusznariow 8 (pd 2K), Gierasimow 5 (P) | 13:20(10:15) | Rouet 10 (2P), Barthère 5 (P), Linklater 5 (pd K) | Stadion Kubań, Krasnodar Widzów: 11 500 Sędzia: Frank Murphy |

| 17 lutego 201813:00 MSK (UTC+3) | Rosja | 48:7(19:0) | Belgia        | Stadion Kubań, Krasnodar Widzów: 6000 Sędzia: Iñigo Atorrasagasti |
| 17 lutego 201813:00 MSK (UTC+3) | Kusznariow 13 (5pd K), Jełgin 10 (2P), Babajew 5 (P), Fiedotko 5 (P), Gadżijew 5 (P), Galinowski 5 (P), Garbuzow 5 (P) | 48:7(19:0) | Hart 7 (P pd) | Stadion Kubań, Krasnodar Widzów: 6000 Sędzia: Iñigo Atorrasagasti |

| 17 lutego 201814:30 CET (UTC+1) | Niemcy | 0:64(0:19) | Gruzja | Sparda-Bank-Hessen-Stadion, Offenbach am Main Widzów: 2150 Sędzia: Craig Evans |
| 17 lutego 201814:30 CET (UTC+1) | Kweseladze 15 (3P), Ciklauri 14 (7pd), Chmaladze 5 (P), Czilaczawa 5 (P), Gaczecziladze 5 (P), Giordzadze 5 (P), Peikriszwili 5 (P), Todua 5 (P), Żwania 5 (P) | 0:64(0:19) |        | Sparda-Bank-Hessen-Stadion, Offenbach am Main Widzów: 2150 Sędzia: Craig Evans |
| 17 lutego 201814:30 CET (UTC+1) | Pfisterer | 0:64(0:19) |        | Sparda-Bank-Hessen-Stadion, Offenbach am Main Widzów: 2150 Sędzia: Craig Evans |

| 18 lutego 201812:50 CET (UTC+1) | Hiszpania                                      | 22:10(13:3) | Rumunia                                             | Estadio Nacional Complutense, Madryt Widzów: 15 000 Sędzia: Thomas Charabas |
| 18 lutego 201812:50 CET (UTC+1) | Linklater 12 (4K), Ascarat 5 (P), Auzqui 5 (P) | 22:10(13:3) | Kinikinilau 5 (P), Vlaicu 3 (K), Calafeteanu 2 (pd) | Estadio Nacional Complutense, Madryt Widzów: 15 000 Sędzia: Thomas Charabas |
| 18 lutego 201812:50 CET (UTC+1) | Snee                                           | 22:10(13:3) | Fonovai                                             | Estadio Nacional Complutense, Madryt Widzów: 15 000 Sędzia: Thomas Charabas |

| 3 marca 201818:00 GET (UTC+4) | Gruzja                                                         | 23:10(9:3) | Hiszpania                      | Stadion im. Micheila Meschiego, Tbilisi Widzów: 30 000 Sędzia: Ian Davies |
| 3 marca 201818:00 GET (UTC+4) | Matiaszwili 11 (pd 3K), Melikidze 5 (P), karne przyłożenie – 7 | 23:10(9:3) | Peluchon 5 (pd K), Tauli 5 (P) | Stadion im. Micheila Meschiego, Tbilisi Widzów: 30 000 Sędzia: Ian Davies |
| 3 marca 201818:00 GET (UTC+4) | Kaczarawa                                                      | 23:10(9:3) |                                | Stadion im. Micheila Meschiego, Tbilisi Widzów: 30 000 Sędzia: Ian Davies |

| 3 marca 201816:00 EET (UTC+2) | Rumunia                                                                                    | 25:15(10:8) | Rosja                                               | Cluj Arena, Kluż-Napoka Widzów: 2000 Sędzia: Alexandre Ruiz |
| 3 marca 201816:00 EET (UTC+2) | Căpățână 5 (P), Kinikinilau 5 (P), Shennan 5 (P), Calafeteanu 3 (K), karne przyłożenie – 7 | 25:15(10:8) | Gajsin 7 (P pd), Gierasimow 5 (P), Kusznariow 3 (K) | Cluj Arena, Kluż-Napoka Widzów: 2000 Sędzia: Alexandre Ruiz |

| 3 marca 201816:00 CET (UTC+1) | Belgia | 69:15(43:3) | Niemcy                                             | Stadion Króla Baudouina I (A2), Bruksela Widzów: 1600 Sędzia: Pierre Brousset |
| 3 marca 201816:00 CET (UTC+1) | A. Williams 17 (P 6pd), Piron 10 (2P), Reynaert 10 (2P), Benoy 5 (P), Berger 5 (P), D’Hooghe 5 (P), Hart 5 (P), Jadot 5 (P), karne przyłożenie – 7 | 69:15(43:3) | Cameron-Dow 5 (pd K), Harris 5 (P), Listmann 5 (P) | Stadion Króla Baudouina I (A2), Bruksela Widzów: 1600 Sędzia: Pierre Brousset |

| 10 marca 201813:00 EET (UTC+2) | Rumunia | 62:12(29:5) | Belgia                                  | Stadionul Municipal, Buzău Widzów: 2000 Sędzia: Sam Grove-White |
| 10 marca 201813:00 EET (UTC+2) | Moyake 10 (2P), Calafeteanu 7 (2pd K), Badiu 5 (P), Burcea 5 (P), Dumitru 5 (P), Umaga 5 (P), Fercu 2 (pd), Vlaicu 2 (pd), 3 karne przyłożenia – 21 | 62:12(29:5) | Cocu 5 (P), Muric 5 (P), Vassart 2 (pd) | Stadionul Municipal, Buzău Widzów: 2000 Sędzia: Sam Grove-White |
| 10 marca 201813:00 EET (UTC+2) | Badiu | 62:12(29:5) | Hamzaoui · Pearse                       | Stadionul Municipal, Buzău Widzów: 2000 Sędzia: Sam Grove-White |

| 10 marca 201815:00 MSK (UTC+3) | Rosja             | 9:29(9:7) | Gruzja                                                                                                | Stadion Kubań, Krasnodar Widzów: 3000 Sędzia: Anthony Woodthorpe |
| 10 marca 201815:00 MSK (UTC+3) | Kusznariow 9 (3K) | 9:29(9:7) | Matiaszwili 9 (3pd K), Asieszwili 5 (P), Gaczecziladze 5 (P), Kwirikaszwili 5 (P), Peikriszwili 5 (P) | Stadion Kubań, Krasnodar Widzów: 3000 Sędzia: Anthony Woodthorpe |

| 11 marca 201812:30 CET (UTC+1) | Hiszpania | 84:10(39:0) | Niemcy                    | Estadio Nacional Complutense, Madryt Widzów: 15 753 Sędzia: Marius Mitrea |
| 11 marca 201812:30 CET (UTC+1) | Peluchon 18 (6pd 2K), Bonán 10 (2P), López 10 (2P), Linklater 9 (P 2pd), Álvarez 5 (P), Ascarat 5 (P), Barthère 5 (P), Contardi 5 (P), Gibouin 5 (P), Visensang 5 (P), karne przyłożenie – 7 | 84:10(39:0) | Hees 5 (P), Koch 5 (pd K) | Estadio Nacional Complutense, Madryt Widzów: 15 753 Sędzia: Marius Mitrea |
| 11 marca 201812:30 CET (UTC+1) | Duwe | 84:10(39:0) |                           | Estadio Nacional Complutense, Madryt Widzów: 15 753 Sędzia: Marius Mitrea |

| 18 marca 201816:00 GET (UTC+4) | Gruzja                                                                     | 25:16(10:6) | Rumunia                        | Stadion im. Borisa Paiczadze, Tbilisi Widzów: 38 0000 Sędzia: Ludovic Cayre |
| 18 marca 201816:00 GET (UTC+4) | Matiaszwili 10 (2pd 2K), Asieszwili 5 (P), Lomidze 5 (P), Sitczinawa 5 (P) | 25:16(10:6) | Vlaicu 11 (pd 3K), Rădoi 5 (P) | Stadion im. Borisa Paiczadze, Tbilisi Widzów: 38 0000 Sędzia: Ludovic Cayre |
| 18 marca 201816:00 GET (UTC+4) | Nemsadze                                                                   | 25:16(10:6) | Badiu · Van Heerden            | Stadion im. Borisa Paiczadze, Tbilisi Widzów: 38 0000 Sędzia: Ludovic Cayre |

| 18 marca 201813:00 CET (UTC+1) | Niemcy       | 3:57(3:33) | Rosja | Sportpark Höhenberg, Kolonia Widzów: 2600 Sędzia: Ian Tempest |
| 18 marca 201813:00 CET (UTC+1) | Müller 3 (K) | 3:57(3:33) | Rudoj 15 (3P), Kusznariow 12 (6pd), Cnobiładze 10 (2P), Michalcow 10 (2P), Budyczenko 5 (P), Krotow 5 (P) | Sportpark Höhenberg, Kolonia Widzów: 2600 Sędzia: Ian Tempest |
| 18 marca 201813:00 CET (UTC+1) | Mau          | 3:57(3:33) | | Sportpark Höhenberg, Kolonia Widzów: 2600 Sędzia: Ian Tempest |

| 18 marca 201813:00 CET (UTC+1) | Belgia       | 18:10(12:0) | Hiszpania                      | Stadion Króla Baudouina I (A2), Bruksela Widzów: 3000 Sędzia: Vlad Iordăchescu |
| 18 marca 201813:00 CET (UTC+1) | Hart 18 (6K) | 18:10(12:0) | López 5 (P), Peluchon 5 (pd K) | Stadion Króla Baudouina I (A2), Bruksela Widzów: 3000 Sędzia: Vlad Iordăchescu |
| 18 marca 201813:00 CET (UTC+1) | Auzqui       | 18:10(12:0) |                                | Stadion Króla Baudouina I (A2), Bruksela Widzów: 3000 Sędzia: Vlad Iordăchescu |